# Все розділяє нас
«Все розділяє нас» («Tout nous sépare») — французький кінофільм 2017 року, знятий режисером Тьєррі Кліфою з Катрін Денев і Діане Крюгер у головних ролях.

## Сюжет
Історія про протистояння двох світів — багатіїв та міських вулиць. Мати і дочка, що живуть в особняку в Сете, зіткнуться з парою нерозлучних друзів у таємничій історії про зникнення та шантаж.

## У ролях
- Катрін Денев — Луїза Келлер
- Діане Крюгер — Джулія Келлер
- Некфеу — Бен Торрес
- Ніколя Дювошель — Родольф Калавера
- Себастьєн Убані — Карім
- Мікаель Коен — Олів'є
- Олів'є Лусто — Данієль
- Жюлія Фор — Патрісія
- Елізабет Мазев — Регіна
- Віржіль Брамлі — Стефан
- Джемель Барек — Мусітеллі
- Жан Корсо — Руссіо
- Кадер Буаллага — Софіан
- Салем Адімі — Алу
- Сільвен Габе — Бруно
- Азіз Хамдах — епізод
- Матіс Пухоль — Грег, молодший брат Родольфа
- Бріжитт Сі — мати Бена
- Олівія Кервердо — банківський службовець
- Флорі Абрас — жінка-поліцейський
- Сімон Гібер — поліцейський

## Знімальна група
- Режисер — Тьєррі Кліфа
- Сценаристи — Седрік Анже, Тьєррі Кліфа
- Продюсер — Еліза Сюзанн
- Оператор — Жюльєн Ірш
- Композитор — Густаво Сантаолалла
- Художник — Матьє Мену